# Globo de Ouro de melhor ator em série de comédia ou musical
Esta é uma lista com os vencedores e indicados/nomeados do Globo de Ouro atribuído pela Associação de Correspondentes Estrangeiros de Hollywood na categoria de Melhor Ator (série cómica ou musical) em televisão (oficialmente (em inglês): Best Performance by an Actor in a Television Series – Musical or Comedy).
Vencedores (a negrito) e nomeados:

Obs.: O ano refere-se ao de produção da série. O prémio é normalmente entregue no ano seguinte.

## Anos 1990
| 1990: Ted Danson - Cheers como Sam Malone - John Goodman - Roseanne como Dan Conner - Richard Mulligan - Empty Nest como Harry Weston - Burt Reynolds - Evening Shade como Wood Newton - Fred Savage - The Wonder Years como Kevin Arnold 1991: Burt Reynolds - Evening Shade como Wood Newton - Ted Danson - Cheers como Sam Malone - Neil Patrick Harris - Doogie Howser, M.D. como Doogie Howser - Craig T. Nelson - Coach como Coach Hayden Fox - Ed O'Neill - Married... with Children como Al Bundy 1992: John Goodman - Roseanne como Dan Conner - Tim Allen - Home Improvement como Tim Taylor - Ted Danson - Cheers como Sam Malone - Craig T. Nelson - Coach como Hayden Fox - Ed O'Neill - Married... with Children como Al Bundy - Burt Reynolds - Evening Shade como Wood Newton - Will Smith - The Fresh Prince of Bel-Air como Will Smith 1993: Jerry Seinfeld - Seinfeld como Jerry Seinfeld - Tim Allen - Home Improvement como Tim Taylor - Kelsey Grammer - Frasier como Frasier Crane - Craig T. Nelson - Coach como Hayden Fox - Will Smith - The Fresh Prince of Bel-Air como Will Smith 1994: Tim Allen - Home Improvement como Tim Taylor - Kelsey Grammer - Frasier como Frasier Crane - Craig T. Nelson - Coach como Hayden Fox - Paul Reiser - Mad About You como Paul Buchman - Jerry Seinfeld - Seinfeld como Jerry Seinfeld - Garry Shandling - The Larry Sanders Show como Larry Sanders | 1995: Kelsey Grammer - Frasier como Frasier Crane - Tim Allen - Home Improvement como Tim Taylor - Paul Reiser - Mad About You como Paul Buchman - Jerry Seinfeld - Seinfeld como Jerry Seinfeld - Garry Shandling - The Larry Sanders Show como Larry Sanders 1996: John Lithgow - 3rd Rock from the Sun como Dick Solomon - Tim Allen - Home Improvement como Tim Taylor - Michael J. Fox - Spin City como Mike Flaherty - Kelsey Grammer - Frasier como Frasier Crane - Paul Reiser - Mad About You como Paul Buchman 1997: Michael J. Fox - Spin City como Mike Flaherty - Kelsey Grammer - Frasier como Frasier Crane - John Lithgow - 3rd Rock from the Sun como Dick Solomon - Paul Reiser - Mad About You como Paul Buchman - Jerry Seinfeld - Seinfeld como Jerry Seinfeld 1998: Michael J. Fox - Spin City como Mike Flaherty - Thomas Gibson - Dharma & Greg como Greg Montgomery - Kelsey Grammer - Frasier como Frasier Crane - John Lithgow - 3rd Rock from the Sun como Dick Solomon - George Segal - Just Shoot Me! como Jack Gallo 1999: Michael J. Fox - Spin City como Mike Flaherty - Thomas Gibson - Dharma & Greg como Greg Montgomery - Eric McCormack - Will & Grace como Will Truman - Ray Romano - Everybody Loves Raymond como Ray Barone - George Segal - Just Shoot Me! como Jack Gallo |

## Anos 2000
| 2000: Kelsey Grammer – Frasier como Frasier Crane - Ted Danson – Becker como John Becker - Eric McCormack – Will & Grace como Will Truman - Frankie Muniz – Malcolm in the Middle como Malcolm Wilkerson - Ray Romano – Everybody Loves Raymond como Ray Barone 2001: Charlie Sheen – Spin City como Charlie Crawford - Tom Cavanagh – Ed como Ed Stevens - Kelsey Grammer – Frasier como Frasier Crane - Eric McCormack – Will & Grace como Will Truman - Frankie Muniz – Malcolm in the Middle como Malcolm Wilkerson 2002: Tony Shalhoub – Monk como Adrian Monk - Larry David – Curb Your Enthusiasm como Larry David - Matt LeBlanc – Friends como Joey Tribbiani - Bernie Mac – The Bernie Mac Show como Bernie McCullough - Eric McCormack – Will & Grace como Will Truman 2003: Ricky Gervais – The Office como David Brent - Matt LeBlanc – Friends como Joey Tribbiani - Bernie Mac – The Bernie Mac Show como Bernie McCullough - Eric McCormack – Will & Grace como Will Truman - Tony Shalhoub – Monk como Adrian Monk 2004: Jason Bateman – Arrested Development como Michael Bluth - Zach Braff – Scrubs como John "J.D." Dorian - Larry David – Curb Your Enthusiasm como Larry David - Matt LeBlanc – Joey como Joey Tribbiani - Tony Shalhoub – Monk como Adrian Monk - Charlie Sheen – Two and a Half Men como Charlie Harper | 2005: Steve Carell – The Office como Michael Scott - Zach Braff – Scrubs como John "J.D." Dorian - Larry David – Curb Your Enthusiasm como Larry David - Jason Lee – My Name Is Earl como Earl Hickey - Charlie Sheen – Two and a Half Men como Charlie Harper 2006: Alec Baldwin – 30 Rock como Jack Donaghy - Zach Braff – Scrubs como John "J.D." Dorian - Steve Carell – The Office como Michael Scott - Jason Lee – My Name Is Earl como Earl Hickey - Tony Shalhoub – Monk como Adrian Monk 2007: David Duchovny – Californication como Hank Moody - Alec Baldwin – 30 Rock como Jack Donaghy - Steve Carell – The Office como Michael Scott - Ricky Gervais – Extras como Andy Millman - Lee Pace – Pushing Daisies como Ned 2008: Alec Baldwin – 30 Rock como Jack Donaghy - Steve Carell – The Office como Michael Scott - Kevin Connolly – Entourage como Eric Murphy - David Duchovny – Californication como Hank Moody - Tony Shalhoub – Monk como Adrian Monk 2009: Alec Baldwin – 30 Rock como Jack Donaghy - Steve Carell – The Office como Michael Scott - David Duchovny – Californication como Hank Moody - Thomas Jane – Hung como Ray Drecker - Matthew Morrison – Glee como Senhor William Schuster |

## Anos 2010
| 2010: Jim Parsons – The Big Bang Theory como Sheldon Cooper - Steve Carell – The Office como Michael Scott - Alec Baldwin – 30 Rock - Thomas Jane – Hung como Ray Drecker - Matthew Morrison – Glee como Senhor William Schuster 2011: Matt LeBlanc – Episodes como Matt LeBlanc - Alec Baldwin – 30 Rock - David Duchovny – Californication como Hank Moody - Johnny Galecki – The Big Bang Theory como Leonard Hofstadter - Thomas Jane – Hung como Ray Drecker 2012: Don Cheadle - House of Lies como Marty Kaan - Alec Baldwin - 30 Rock como Jack Donaghy - Louis C.K. - Louie como Louie - Matt LeBlanc - Episodes como Matt LeBlanc - Jim Parsons - The Big Bang Theory como Sheldon Cooper 2013: Andy Samberg - Brooklyn Nine-Nine como Detective Jake Peralta - Jason Bateman - Arrested Development como Michael Bluth - Don Cheadle - House of Lies como Marty Kaan - Michael J. Fox - The Michael J. Fox Show como Michael Henry - Jim Parsons - The Big Bang Theory como Dr. Sheldon Cooper 2014: Jeffrey Tambor – Transparent como Maura Pfefferman - Louis C.K. – Louie como Louie - Don Cheadle – House of Lies como Marty Kaan - Ricky Gervais – Derek como Derek Noakes - William H. Macy – Shameless como Frank Gallagher | 2015: Gael García Bernal – Mozart in the Jungle como Rodrigo De Souza - Aziz Ansari – Master of None como Dev Shah - Rob Lowe – The Grinder como Dean Sanderson, Jr. - Patrick Stewart – Blunt Talk como Walter Blunt - Jeffrey Tambor – Transparent como Maura Pfefferman 2016: Donald Glover - Atlanta como Earnest "Earn" Marks - Anthony Anderson - Black-ish como Andre "Dre" Johnson, Sr. - Gael García Bernal - Mozart in the Jungle como Rodrigo De Souza - Nick Nolte - Graves como Richard Graves - Jeffrey Tambor - Transparent como Maura Pfefferman 2017: Aziz Ansari - Master of None como Dev Shah - Anthony Anderson - Black-ish como Andre "Dre" Johnson, Sr. - Kevin Bacon - I Love Dick como Dick - William H. Macy - Shameless como Frank Gallagher - Eric McCormack - Will & Grace como Will Truman 2018: Michael Douglas - The Kominsky Method como Sandy Kominsky - Donald Glover - Atlanta como Earnest "Earn" Marks - Jim Carrey - Kidding como Jeff Piccirillo - Bill Hader - Barry como Barry Berkman/Barry Block - Sacha Baron Cohen - Who Is America? como vários personagens 2019: Ramy Youssef – Ramy como Ramy Hassan - Michael Douglas – The Kominsky Method como Sandy Kominsky - Bill Hader – Barry como Barry Berkman/Barry Block - Ben Platt – The Politician como Payton Hobart - Paul Rudd – Living with Yourself como Miles Elliot/Clone Miles Elliot's |

## Anos 2020
2020: Jason Sudeikis – Ted Lasso como Ted Lasso
- Don Cheadle – Black Monday como Maurice Monroe
- Eugene Levy – Schitt's Creek como Johnny Rose
- Nicholas Hoult – The Great como Pedro III da Rússia
- Ramy Youssef – Ramy como Ramy Hassan

2021: Jason Sudeikis – Ted Lasso como Ted Lasso
- Steve Martin – Only Murders in the Building como Charles-Haden Savage
- Martin Short – Only Murders in the Building como Oliver Putnam
- Nicholas Hoult – The Great como Pedro III da Rússia
- Anthony Anderson – Black-ish como Andre Johnson

2022: Jeremy Allen White – The Bear como Carmen "Carmy" Berzatto
- Donald Glover – Atlanta como Earnest "Earn" Marks
- Steve Martin – Only Murders in the Building como Charles-Haden Savage
- Martin Short – Only Murders in the Building como Oliver Putnam
- Bill Hader – Barry como Barry Berkman/Barry Block

2023: Jeremy Allen White – The Bear como Carmen "Carmy" Berzatto
- Jason Sudeikis – Ted Lasso como Ted Lasso
- Jason Segel – Shrinking como Jimmy Laird
- Steve Martin – Only Murders in the Building como Charles-Haden Savage
- Martin Short – Only Murders in the Building como Oliver Putnam
- Bill Hader – Barry como Barry Berkman

2024: Jeremy Allen White – The Bear como Carmen "Carmy" Berzatto
- Adam Brody – Nobody Wants This como Noah Roklov
- Ted Danson – A Man on the Inside como Charles Nieuwendyk
- Jason Segel – Shrinking como Jimmy Laird
- Martin Short – Only Murders in the Building como Oliver Putnam
- Steve Martin – Only Murders in the Building como Charles-Haden Savage